# Anepisceptus suakimensis
Anepisceptus suakimensis är en insektsart som först beskrevs av Kirby, W.F. 1896.  Anepisceptus suakimensis ingår i släktet Anepisceptus och familjen vårtbitare. Inga underarter finns listade i Catalogue of Life.